# Biçmekaya, Pertek
Biçmekaya là một xã thuộc huyện Pertek, tỉnh Tunceli, Thổ Nhĩ Kỳ. Dân số thời điểm năm 2010 là 111 người.